# Tommy Robb

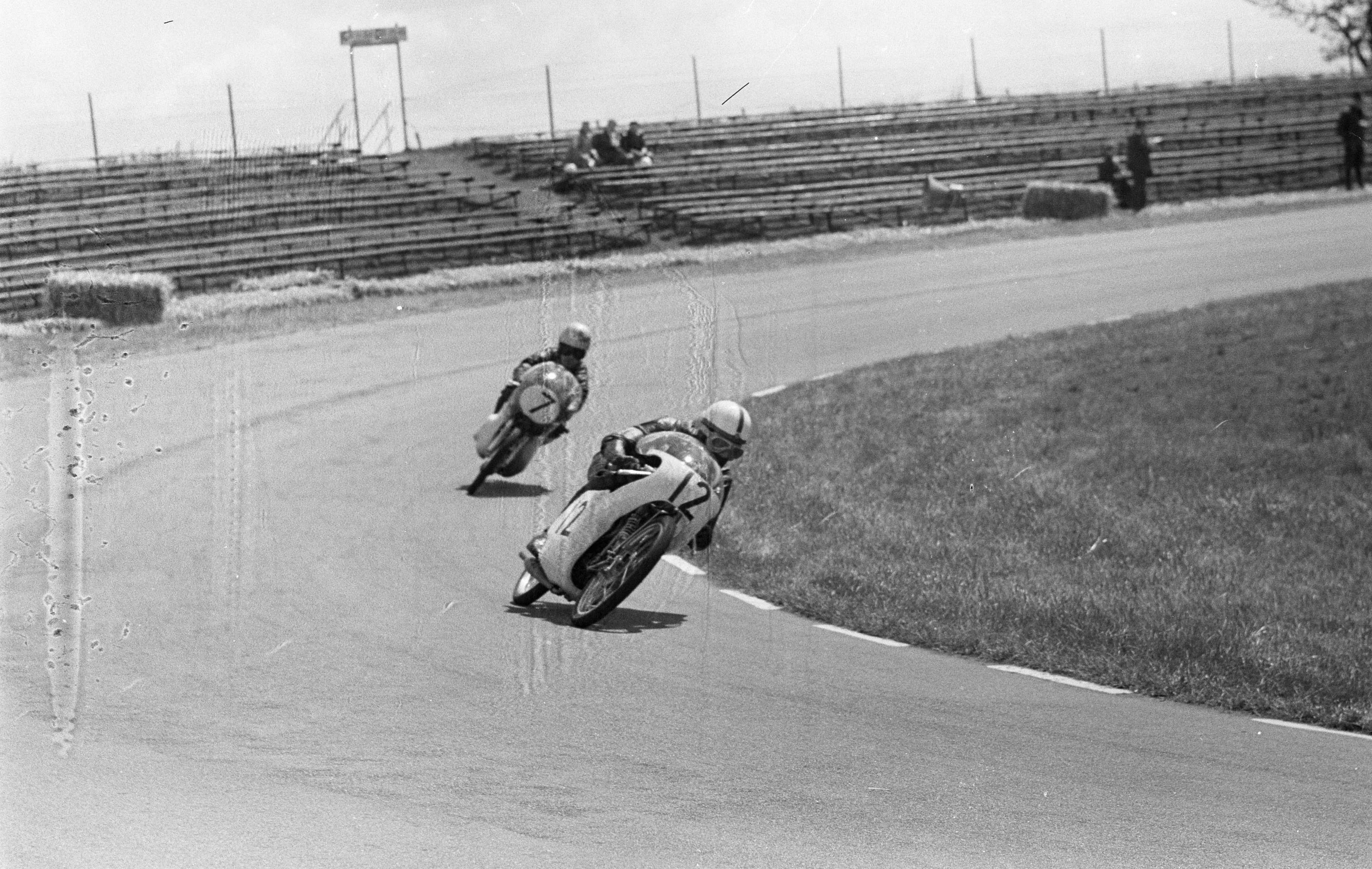
Robb tijdens een training op het circuit van de TT in Assen in 1962

Tommy Robb (Belfast, 14 oktober 1934 – 12 december 2024) was een Noord-Iers motorcoureur.

## Carrière
Tommy Robb begon zijn internationale carrière tijdens de Ulster Grand Prix van 1957, waarin hij met een NSU Sportmax derde werd in de 250cc-klasse.
In 1958 werd hij in de Lightweight TT achtste met een NSU, waarschijnlijk een door Geoff Monty verbouwd exemplaar dat volgens de FIM officieel GMS (Geoff Monty Special)-NSU heette. In de Ulster Grand Prix werd hij tweede.
In 1959 startte Robb in de Lightweight TT (GMS, 4e), de  Ultra-Lightweight TT (Ducati, 9e) en de Junior TT (Norton Manx, 22e). Hij won in dat jaar met de GMS ook de 250cc-klasse en met een Ducati de 125cc-klasse van de North West 200. In de Ulster Grand Prix werd hij 4e en in de Grand Prix des Nations op Monza werd hij 6e, maar nu reed hij met een MZ. In het 250cc wereldkampioenschap eindigde hij op de 8e plaats.
In 1960 moest hij het seizoen aan zich voorbij laten gaan, nadat hij met de GMS opnieuw de 250cc-klasse van de North West 200 gewonnen had en met een Matchless in de 500cc-klasse tweede geworden was. Tijdens de training voor de Isle of Man TT viel hij bij Windy Corner en daarbij brak hij zijn nek. Pas tegen het einde van het jaar kon hij weer aan enkele regionale wedstrijden deelnemen. 

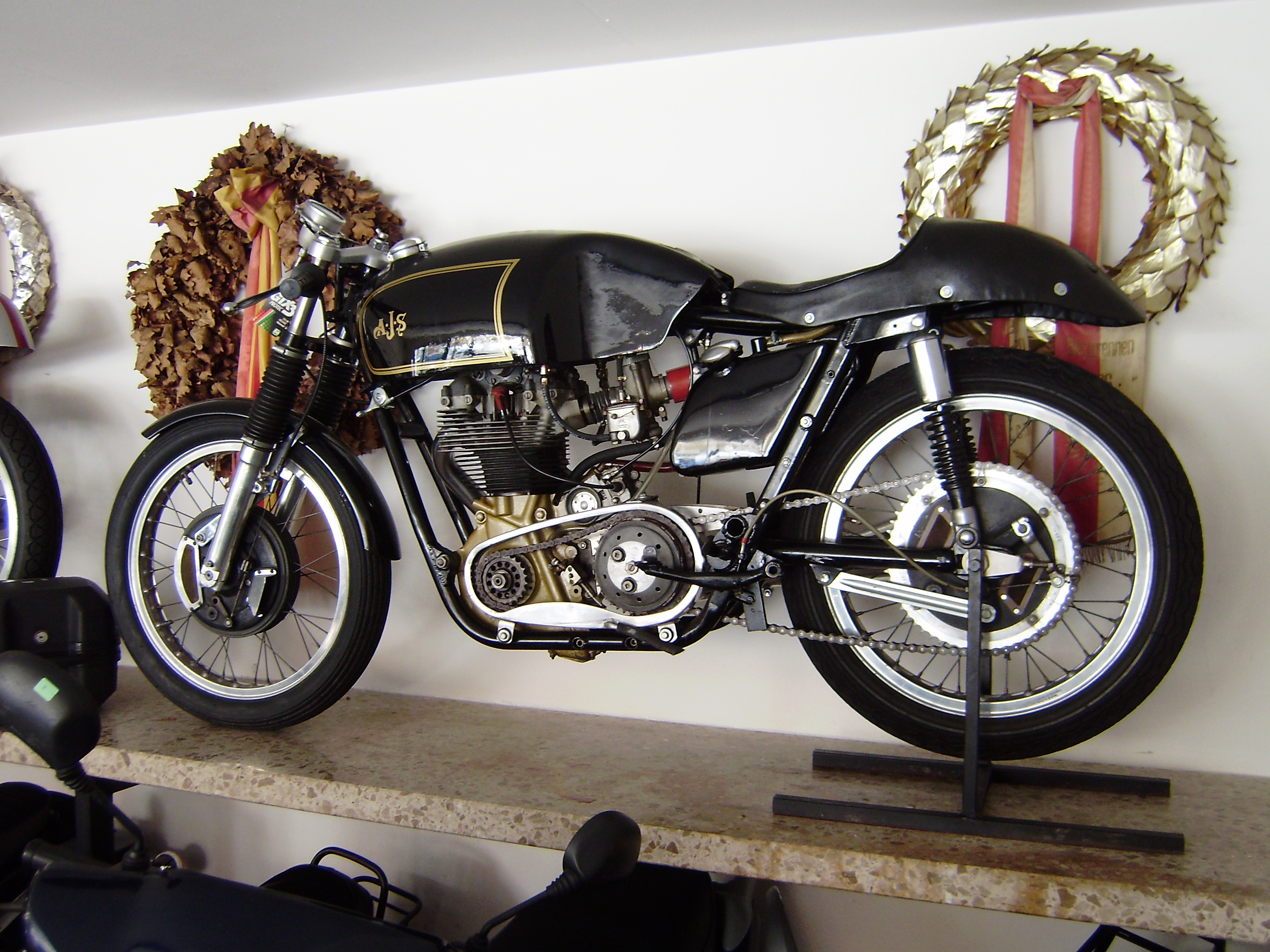
350cc AJS Boy Racer

Ook het seizoen 1961 verliep nog niet vlotjes voor de herstellende Robb. Hij startte nog niet in races overzee maar won wel weer de 250 cc North West 200. Ook de Isle of Man TT liet hij niet voorbij gaan. Hij startte in vier klassen: In de Lightweight 125 cc TT werd hij met een Bultaco 19e, in de Lightweight 250 cc TT met een GMS 17e, in de Junior TT met een AJS Boy Racer 38e en in de Senior TT viel hij met een Matchless uit. 

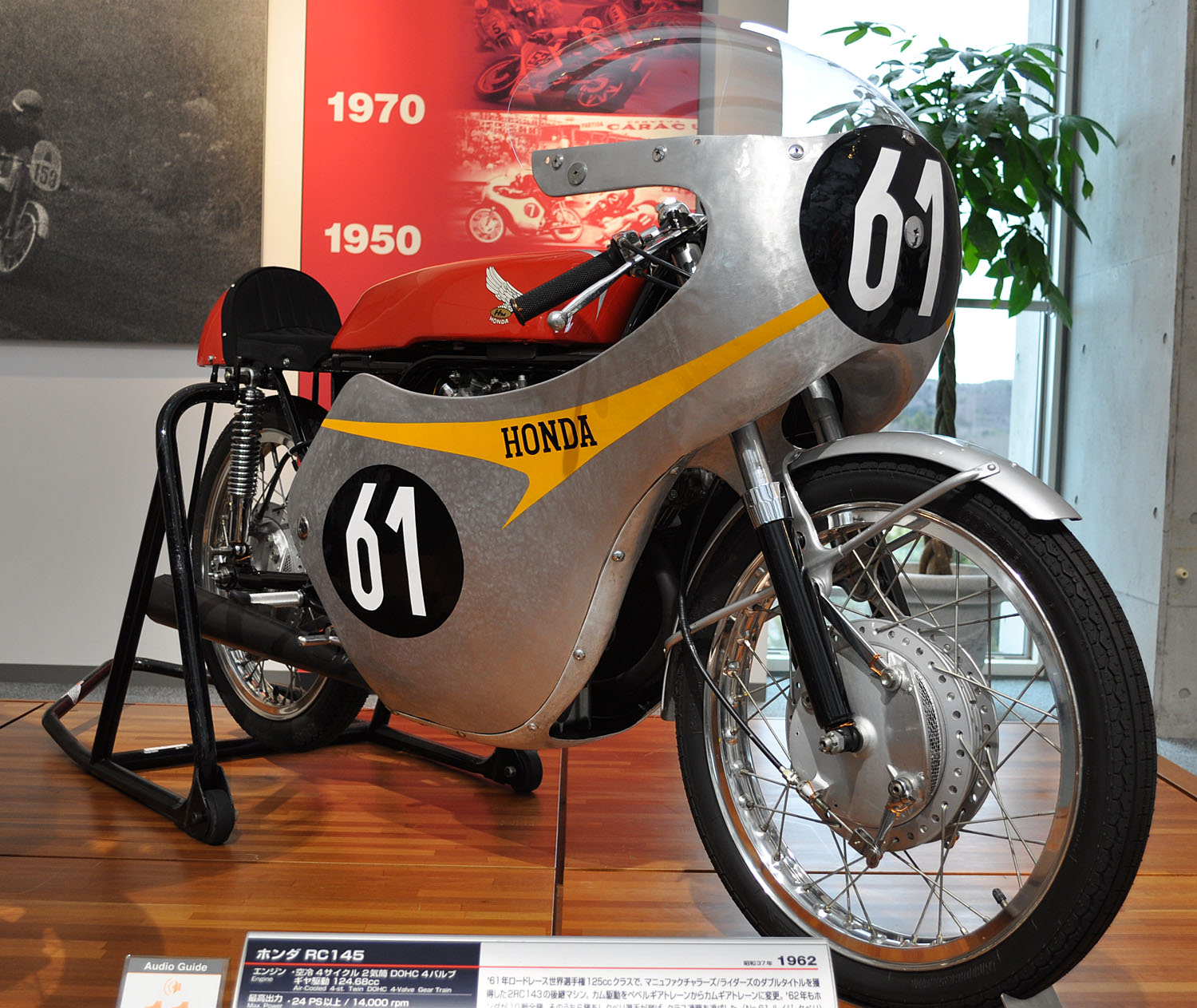
125cc Honda RC 145 uit 1962

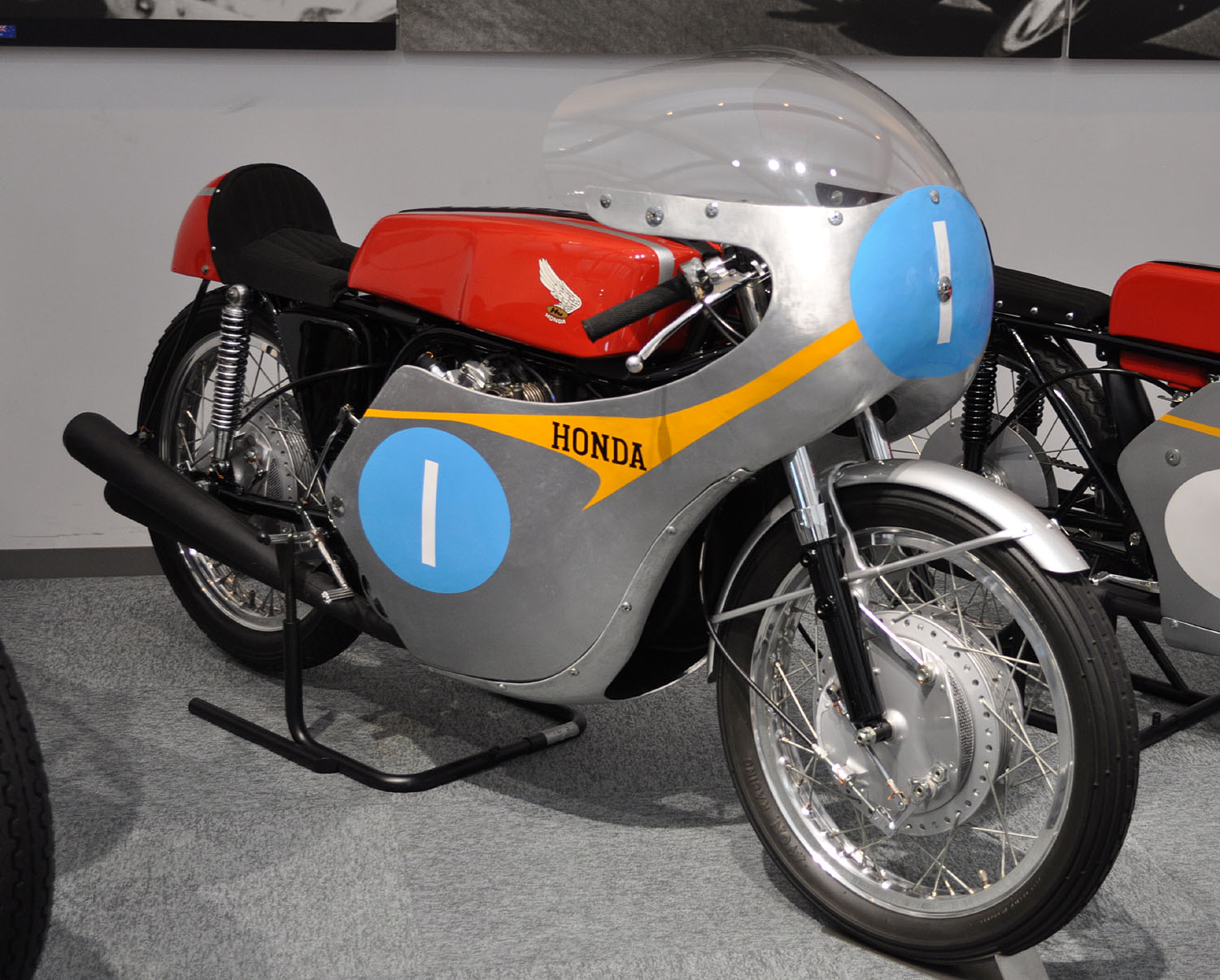
350cc Honda RC 171 uit 1962

In 1962 werd Tommy Robb ingehuurd door het team van Honda. Hij werd in drie klassen ingezet: in de 50cc-klasse werd hij 5e in de GP van Spanje, 4e in de GP van Frankrijk, 3e in de 50 cc TT, 11e in de TT van Assen, 7e in de GP van Duitsland, 5e in GP van de DDR en 2e in de GP van Finland. Dat gebeurde allemaal met de eencilinder Honda RC 110 en RC 111, maar de laatste race van dat jaar was de GP van Japan. Die telde niet mee voor het wereldkampioen maar diende als openingsrace voor de Suzuka International Racing Course. Daar verscheen voor het eerst de tweecilinder Honda RC 112 en daarmee won Tommy Robb de race. Hij eindigde als 7e in het 50cc wereldkampioenschap. In de 125cc-klasse werd 3e in de eindstand, in de 250cc-klasse werd hij gedeeld 6e en in de 350cc-klasse werd hij 2e.
In 1963 bezuinigde Honda. Het bouwde geen nieuwe motorfietsen en halverwege het seizoen werden de fabrieksmonteurs teruggetrokken, waardoor alle coureurs min of meer veredelde privérijders werden die zelf hun materiaal moesten verzorgen. In de 50cc-klasse kwam men helemaal niet meer aan de start. Robb werd in de 125cc-klasse 9e, in de 250cc-klasse 4e en in de 350cc-klasse gedeeld 11e.

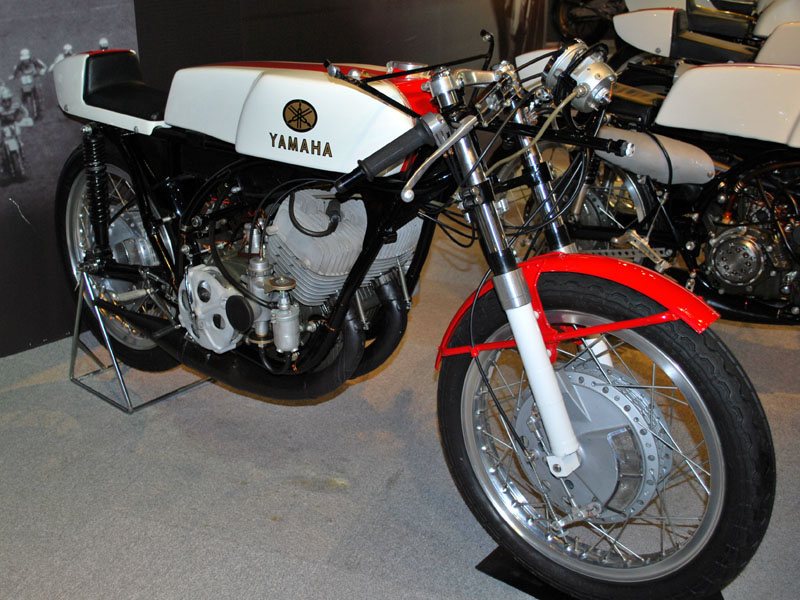
250cc Yamaha RD 56

In 1964 begon Robb het seizoen weer bij Honda, maar na twee wedstrijden werden hij en Kunimitsu Takahashi ontslagen. Robb kon echter meteen aan de slag bij Yamaha als vervanger van de geblesseerde Fumio Ito en in de Lightweight TT startte hij al met de Yamaha RD 56 waarmee hij 7e werd. In de 250cc TT van Assen werd hij al 3e en in de GP van België werd hij 4e. Hij eindigde als 7e in de WK-eindstand. In dat jaar startte hij met een 125cc Bultaco in de Ultra-Lightweight TT maar hij werd slechts 20e. 

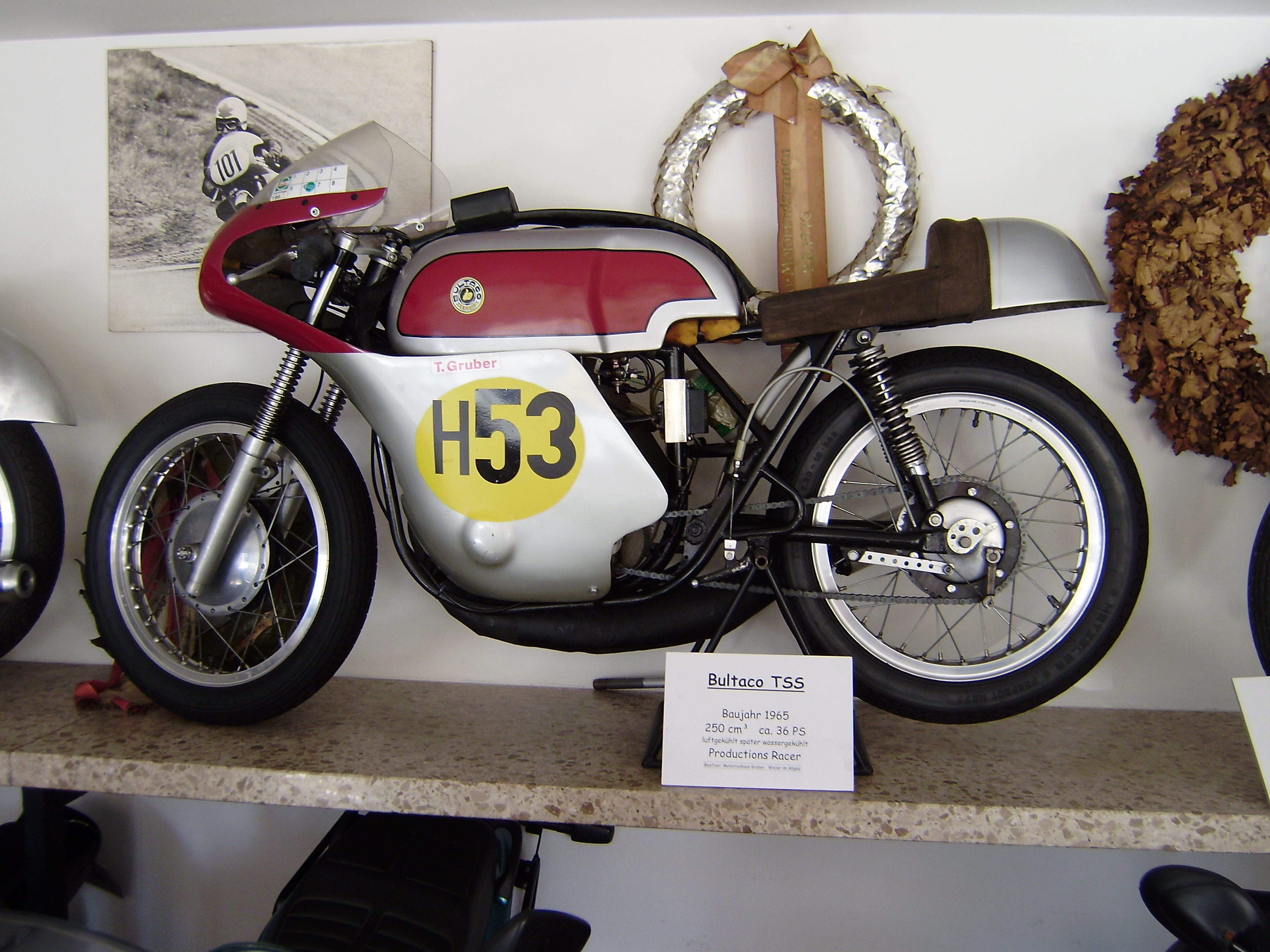
250cc Bultaco uit 1965

In 1965 kreeg Robb echter geen fabriekscontract meer en hij reisde ook niet meer naar het vasteland van Europa voor de GP's. Hij startte met een 250cc Bultaco in de Ulster Grand Prix en werd daar 6e, maar hij won de 250cc North West 200 opnieuw. In de Isle of Man TT startte hij weer in twee klassen: In de Lightweight 125 cc TT werd hij met de 125cc Bultaco 11e en in de Lightweight 250 cc TT viel hij met de Bultaco uit.
In 1966 startte Robb in de 50cc-klasse met een fabrieks-Suzuki RK 66 in de 50 cc TT en met de Bridgestone van Steve Murray waarmee hij een gedeelde 9e plaats in het WK behaalde dankzij een 5e plaats in de GP van Japan. In de 125cc-klasse werd hij 4e in Ulster met een fabrieks-Yamaha RA 97, goed voor 11e plaats in de eindstand. Met de 250cc Bultaco eindigde hij als 21e in het WK. In de 350cc-klasse deed hij het erg goed met de licht opgeboorde 250cc Bultaco, waarmee hij in Ulster 3e werd achter Giacomo Agostini.
Ook in 1967 kwam Robb slechts in enkele GP's uit: in de 50cc-klasse reed hij met een fabrieks-Suzuki in elk geval in Man (3e) en in de 125cc-klasse met een Bultaco in Man (7e). Met de 250cc Bultaco reed hij op Man (10e), in Spanje (5e) en in Japan (4e) waardoor hij 10e in het WK werd. Met een Bultaco werd hij ook 2e in de Production 250 cc TT.
In 1968 werd Robb met een 125cc Ducati 5e in de Spaanse GP en 4e in de Lightweight 125 cc TT en hij eindigde als 11e in het kampioenschap. In de Isle of Man TT startte hij ook in andere klassen: met de opgeboorde 250cc Bultaco viel hij uit in de Junior TT, hij werd 15e in de lightweight 250 cc TT en met een 250 cc Suzuki 5e in de Production 250 cc TT.
In 1969 was Robb weer erg succesvol in de North West 200: Met een Yamaha werd hij achter Rodney Gould tweede in de 250cc-klasse en met een Norton Manx werd hij derde in de 500cc-klasse achter John Blanchard en Brian Steenson. In de Isle of Man TT ging het juist erg slecht: hij startte in vier klassen en viel telkens uit. Hij reed inmiddels met een Aermacchi Ala d'Oro 350 in de 350cc-klasse en daarmee eindigde hij dankzij een 6e plaats in Ulster als 28e in het kampioenschap. Met de 125cc Bultaco werd hij 5e in Assen en daardoor eindigde hij als 20e in het WK.
In 1970 startte Robb weer in drie klassen: In de 500cc-klasse eindigde hij met een Seeley G50 als 4e in het WK, in de 350cc-klasse werd hij met een Yamaha 10e en in de 125cc-klasse met een Maico 35e, maar daarin was hij ook alleen in de Lightweight 125 cc TT gestart. In de Isle of Man TT startte hij in vijf klassen. Hij werd 8e in de Production 750 TT met een Honda, 33e in de Lightweight 250 cc TT met een Crooks Suzuki, 9e in de Junior TT met een Yamaha en 7e in de Lightweight 125 cc TT met de Maico.
In 1971 reed hij in het WK weer in de 500cc-klasse (7e met een Hurst-Seeley), de 350cc-klasse (28e met een Yamaha) en de 125cc-klasse (40e met een Yamaha). Hij startte nog slechts in weinig wedstrijden, behalve in de 500cc-klasse, waar hij vijf keer aan de start kwam. In 1972 kwam hij echter in geen enkele eindstand voor. In dat jaar bleef hij in Ierland waar hij het "500cc Short Circuit Championship" won.
In 1973 reed Tommy Robb weer internationale races, maar voor zover bekend alleen de Isle of Man TT, waarin hij weer in vijf klassen startte. Zijn beste resultaat was de overwinning in de Lightweight 125 cc TT met een Yamaha, die hem de 13e plaats in het WK opleverde.
Hierna werd het jarenlang stil rond Tommy Robb, die in 1979 een comeback op het eiland Man maakte. Het was echter eenmalig, hij was tenslotte al 45 jaar oud. Hij viel uit in de Junior 250 cc TT maar hij werd 5e in de Formula Three TT. Daarna beëindigde Tommy Robb zijn racecarrière voorgoed.
In juli 2012 raakte Tommy Robb flink geblesseerd bij een demonstatierace tijdens het "Festival of 1000 Bikes" op Mallory Park. Hij lag vijf nachten in het ziekenhuis van Leicester met zes gebroken ribben, een geperforeerde long, een gebroken pink en een aantal bloeduitstortingen. Hij was toen 77 jaar oud.
Robb overleed op 12 december 2024 op 90-jarige leeftijd.

## Wereldkampioenschap wegrace resultaten
(Races in cursief geven de snelste ronde aan)
| Jaar | Klasse | Team        | Motorfiets                       | 1       | 2       | 3          | 4       | 5       | 6     | 7      | 8       | 9       | 10      | 11     | 12    | 13    | Punten | Plaats | Overwinningen |
| ---- | ------ | ----------- | -------------------------------- | ------- | ------- | ---------- | ------- | ------- | ----- | ------ | ------- | ------- | ------- | ------ | ----- | ----- | ------ | ------ | ------------- |
| 1957 | 250 cc | Privé       | NSU Sportmax                     | DUI -   | IOM -   | NED -      | BEL -   | ULS 3   | NAT - |        |         |         |         |        |       |       | 4      | 12e    | 0             |
| 1958 | 250 cc | Privé       | NSU Sportmax                     | IOM -   | NED -   |            | DUI -   | ZWE -   | ULS 2 | NAT -  |         |         |         |        |       |       | 6      | 7e     | 0             |
| 1959 | 125 cc | Privé       | Ducati                           |         | IOM 9   | DUI -      | NED -   | BEL -   | ZWE - | ULS -  | NAT DNF |         |         |        |       |       | 0      | -      | 0             |
| 1959 | 250 cc | Privé       | GMS                              |         | IOM 4   | DUI -      | NED -   | BEL -   | ZWE - | ULS 4  |         |         |         |        |       |       | 7      | 8e     | 0             |
| 1959 | 250 cc | Privé       | MZ RE 250                        |         |         |            |         |         |       |        | NAT 4   |         |         |        |       |       | 7      | 8e     | 0             |
| 1961 | 125 cc | Privé       | Bultaco TSS 125                  | SPA -   | DUI -   | FRA -      | IOM 19  | NED -   | BEL - | DDR -  | ULS -   | NAT -   | ZWE -   | ARG -  |       |       | 0      | -      | 0             |
| 1961 | 250 cc | Privé       | GMS                              | SPA -   | DUI -   | FRA -      | IOM 17  | NED -   | BEL - | DDR -  | ULS -   | NAT -   | ZWE -   | ARG -  |       |       | 0      | -      | 0             |
| 1961 | 350 cc | Privé       | AJS 7R                           |         | DUI -   |            | IOM 38  | NED -   |       | DDR -  | ULS -   | NAT -   | ZWE 3   |        |       |       | 4      | 12e    | 0             |
| 1961 | 500 cc | Privé       | Matchless G50                    |         | DUI -   | FRA -      | IOM DNF | NED -   | BEL - | DDR -  | ULS -   | NAT -   | ZWE -   | ARG -  |       |       | 0      | -      | 0             |
| 1962 | 50 cc  | Honda       | RC 112                           | SPA 5   | FRA 4   | IOM 3      | NED 11  | BEL -   | DUI - |        | DDR 5   | NAT -   | FIN 2   | ARG -  |       |       | 17     | 6e     | 0             |
| 1962 | 125 cc | Honda       | RC 145                           | SPA -   | FRA 3   | IOM 2      | NED 3   | BEL -   | DUI 2 | ULS 2  | DDR 4   | NAT 3   | FIN -   | ARG -  |       |       | 30     | 3e     | 0             |
| 1962 | 250 cc | Honda       | RC 163                           | SPA -   | FRA -   | IOM -      | NED -   | BEL -   | DUI - | ULS 1  | DDR -   | NAT -   |         | ARG -  |       |       | 8      | 6e     | 1             |
| 1962 | 350 cc | Honda       | RC 171                           |         |         | IOM -      | NED -   |         |       | ULS 3  | DDR 3   | NAT 2   | FIN 1   |        |       |       | 22     | 2e     | 1             |
| 1963 | 125 cc | Honda       | RC 145                           | SPA -   | DUI 7   | FRA 5      | IOM 7   | NED 6   | BEL 5 | ULS 4  | DDR -   | FIN -   | NAT 7   | ARG -  |       |       | 11     | 9e     | 0             |
| 1963 | 125 cc | Honda       | RC 146                           |         |         |            |         |         |       |        |         |         |         |        | JAP 4 |       | 11     | 9e     | 0             |
| 1963 | 250 cc | Honda       | RC 163                           | SPA 3   | DUI 2   | FRA afgel. | IOM 5   | NED 5   | BEL 5 | ULS 3  | DDR 7   |         | NAT 6   | ARG -  | JAP - |       | 20     | 4e     | 0             |
| 1963 | 350 cc | Honda       | RC 171                           |         | DUI -   |            | IOM DNF | NED -   |       | ULS -  | DDR -   | FIN -   | NAT 3   |        |       |       | 4      | 11e    | 0             |
| 1964 | 125 cc | Privé       | Bultaco TSS 125                  | USA -   | SPA -   | FRA -      | IOM 20  | NED -   | BEL - |        | DDR -   | ULS -   | FIN -   | NAT -  | JAP - |       | 0      | -      | 0             |
| 1964 | 250 cc | Privé       | Yamaha TD 1 A                    | USA -   | SPA -   | FRA -      | IOM 7   | NED 3   | BEL 4 | DUI -  | DDR -   | ULS DNF |         | NAT -  | JAP - |       | 7      | 9e     | 0             |
| 1965 | 125 cc | Privé       | Bultaco TSS 125                  | USA -   | DUI -   | SPA -      | FRA -   | IOM 11  | NED - |        | DDR -   | TSJ -   | ULS 6   | FIN -  | NAT - | JAP - | 1      | 23e    | 0             |
| 1965 | 250 cc | Privé       | Bultaco TSS 250                  | USA -   | DUI -   | SPA -      | FRA -   | IOM DNF | NED - | BEL -  | DDR -   | TSJ -   | ULS -   | FIN -  | NAT - | JAP - | 0      | -      | 0             |
| 1965 | 350 cc | Privé       | AJS 7R                           | USA -   | DUI -   | SPA -      | FRA -   | IOM 14  | NED - | BEL -  | DDR -   | TSJ -   | ULS -   | FIN -  | NAT - | JAP - | 0      | -      | 0             |
| 1966 | 50 cc  | Suzuki      | RK 66                            | SPA -   | DUI -   |            | NED -   |         |       |        |         |         | IOM 11  | NAT -  |       |       | 2      | 9e     | 0             |
| 1966 | 50 cc  | Bridgestone | EJR-II                           |         |         |            |         |         |       |        |         |         |         |        | JAP 5 |       | 2      | 9e     | 0             |
| 1966 | 125 cc | Yamaha      | RA 97                            | SPA DNF | DUI -   |            | NED -   |         | DDR - | TSJ -  | FIN -   | ULS 4   | IOM DNF | NAT -  | JAP - |       | 3      | 11e    | 0             |
| 1966 | 250 cc | Privé       | Bultaco TSS 250                  | SPA DNF | DUI -   | FRA -      | NED 6   | BEL -   | DDR - | TSJ -  | FIN -   | ULS -   | IOM DNF | NAT -  | JAP 5 |       | 3      | 21e    | 0             |
| 1966 | 350 cc | Privé       | Bultaco TSS 350                  |         | DUI -   | FRA -      | NED -   |         | DDR - | TSJ -  | FIN -   | ULS 3   | IOM -   | NAT -  | JAP - |       | 4      | 15e    | 0             |
| 1967 | 50 cc  | Suzuki      | RK 67                            | SPA -   | DUI -   | FRA -      | IOM 3   | NED -   | BEL - |        |         |         |         |        |       | JAP - | 4      | 8e     | 0             |
| 1967 | 125 cc | Privé       | Bultaco TSS 125                  | SPA 8   | DUI -   | FRA -      | IOM 7   | NED 13  |       | DDR -  | TSJ -   | FIN -   | ULS -   | NAT -  | CAN - | JAP - | 0      | -      | 0             |
| 1967 | 250 cc | Privé       | Bultaco TSS 250                  | SPA 5   | DUI -   | FRA -      | IOM 10  | NED -   | BEL - | DDR -  | TSJ -   | FIN -   | ULS -   | NAT -  | CAN - | JAP 4 | 5      | 10e    | 0             |
| 1967 | 350 cc | Privé       | Bultaco TSS 350                  |         | DUI -   |            | IOM -   | NED 14  |       | DDR -  | TSJ -   |         | ULS -   | NAT -  |       | JAP - | 0      | -      | 0             |
| 1968 | 125 cc | Privé       | Bultaco TSS 125                  | DUI -   | SPA 5   | IOM 4      | NED 8   |         | DDR - | TSJ -  | FIN -   | ULS -   | NAT -   |        |       |       | 5      | 11e    |               |
| 1968 | 250 cc | Privé       | Bultaco TSS 250                  | DUI -   | SPA 12  | IOM 15     | NED 13  | BEL -   | DDR - | TSJ -  | FIN -   | ULS -   | NAT -   |        |       |       | 0      | -      | 0             |
| 1968 | 350 cc | Privé       | Bultaco TSS 350                  | DUI -   |         | IOM DNF    | NED -   |         | DDR - | TSJ -  |         | ULS -   | NAT -   |        |       |       | 0      | -      | 0             |
| 1969 | 125 cc | Privé       | Bultaco TSS 125                  | SPA -   | DUI -   | FRA 8      | IOM DNF | NED 5   | BEL - | DDR -  | TSJ -   | FIN -   |         | NAT -  | ADR - |       | 9      | 20e    | 0             |
| 1969 | 250 cc | Privé       | Yamaha TD 2                      | SPA -   | DUI -   | FRA -      | IOM DNF | NED -   | BEL - | DDR -  | TSJ -   | FIN -   | ULS -   | NAT -  | ADR - |       | 0      | -      | 0             |
| 1969 | 350 cc | Privé       | Aermacchi Ala d'Oro 350          | SPA -   | DUI -   |            | IOM DNF | NED -   |       | DDR -  | TSJ -   | FIN -   | ULS 6   | NAT -  | ADR - |       | 5      | 25e    | 0             |
| 1969 | 500 cc | Privé       | Ryan-Norton 30M Manx             | SPA -   | DUI -   | FRA -      | IOM DNF | NED -   | BEL - | DDR -  | TSJ -   | FIN -   | ULS -   | NAT -  | ADR - |       | 0      | -      | 0             |
| 1970 | 125 cc | Privé       | Maico RS 125                     | DUI -   | FRA -   | ADR -      | IOM 7   | NED -   | BEL - | DDR -  | TSJ -   | FIN -   |         | NAT -  | SPA - |       | 4      | 35e    | 0             |
| 1970 | 250 cc | Privé       | Shepherd                         | DUI -   | FRA DNF | ADR -      |         |         |       |        |         |         |         |        |       |       | 0      | -      | 0             |
| 1970 | 250 cc | Privé       | Crooks-Suzuki T 250              |         |         |            | IOM 33  | NED -   | BEL - | DDR -  | TSJ -   | FIN -   | ULS -   | NAT -  | SPA - |       | 0      | -      | 0             |
| 1970 | 350 cc | Privé       | Yamaha TR 2                      | DUI -   |         | ADR -      | IOM 9   | NED -   |       | DDR -  | TSJ -   | FIN 8   | ULS 3   | NAT -  | SPA 8 |       | 18     | 19e    | 0             |
| 1970 | 500 cc | Privé       | Seeley G50                       | DUI 3   | FRA 11  | ADR -      | IOM DNF | NED 10  | BEL 3 | DDR 10 |         | FIN 5   | ULS DNF | NAT -  | SPA 4 |       | 36     | 4e     | 0             |
| 1971 | 125 cc | Privé       | Yamaha AS-1                      | OOS -   | DUI -   | IOM -      | NED -   | BEL 10  | DDR - | TSJ -  | ZWE -   | FIN -   |         | NAT -  | SPA - |       | 1      | 40e    | 0             |
| 1971 | 350 cc | Privé       | Yamaha TR 2 B                    | OOS -   | DUI -   | IOM -      | NED -   |         | DDR - | TSJ -  | ZWE 9   | FIN 5   | ULS -   | NAT 12 | SPA - |       | 8      | 28e    | 0             |
| 1971 | 500 cc | Privé       | Seeley G50                       | OOS -   | DUI 6   | IOM 15     | NED 7   | BEL DNF | DDR - |        | ZWE 3   | FIN 9   | ULS 3   | NAT -  | SPA - |       | 31     | 7e     | 0             |
| 1973 | 125 cc | Privé       | Yamaha AS-1                      | FRA -   | OOS -   | DUI -      | NAT -   | IOM 1   | JOE - | NED -  | BEL -   | TSJ -   | ZWE -   | FIN -  | SPA - |       | 15     | 13e    | 1             |
| 1973 | 250 cc | Privé       | Danfay-Yamaha TZ 250             | FRA -   | OOS -   | DUI -      | NAT -   | IOM 23  | JOE - | NED -  | BEL -   | TSJ -   | ZWE -   | FIN -  | SPA - |       | 0      | -      | 0             |
| 1973 | 350 cc | Privé       | Danfay-Yamaha TZ 350             | FRA -   | OOS -   | DUI -      | NAT -   | IOM 16  | JOE - | NED -  | BEL -   | TSJ -   | ZWE -   | FIN -  | SPA - |       | 0      | -      | 0             |
| 1973 | 500 cc | Privé       | Danfay-Yamaha TZ 350 (opgeboord) | FRA -   | OOS -   | DUI -      | NAT -   | IOM DNF | JOE - | NED -  |         | TSJ -   | ZWE -   | FIN -  | SPA - |       | 0      | -      | 0             |